# LISEM
LISEM（リゼム）は、日本の5人組YouTuberグループ。

## 概要
サンフレッチェ広島ユースの同期（一学年下に野津田岳人、二学年下に川辺駿）で、高円宮杯U-18サッカーリーグ2011で全国優勝を経験したメンバーである藤井貴之（たか）・森保圭悟（けーご）・重行拓也（しげ）が結成したYouTuberグループ。ドイツで現役を引退した森保が、オーストラリアでセミプロとしてプレーしていた重行と奈良クラブでプレーしていた藤井を誘い結成。藤井のレンタル元であった鹿児島ユナイテッドFCの公式HPには突如藤井の現役引退のプレスリリースが掲示され、チームメイトを驚かせたという。
後にカメラ、編集のサポートメンバーとして、森保の兄の森保翔平（しょうへい）が加入。
当初は海外を旅する動画をアップロードする予定だったが、新型コロナウイルスの影響により断念。
サッカー選手時代の経験とサッカーの技術を生かした動画が主である。
2021年4月20日公式チャンネルにて、2021年1月からYouTuberマネジメント事務所UUUMに所属していることを発表。
2021年8月15日eFootball公式チャンネルにて、YouTube界最強をコンセプトとしたサッカーチームプロジェクトWINNER'Sにメンバー3人の参加が決定。
2022年1月4日eFootball公式チャンネルにて、しょうへいもWINNER'Sに参加が決定。
2022年2月8日公式チャンネルにて、2021年をもってUUUMを退所したことを発表。また同時に活動の幅を広げるため拠点を広島から東京に移し、Luaaz所属のインフルエンサーとして活動を開始。
2023年はメンバーの負傷などアクシデントが重なったものの、2024年からはソサイチで日本一を目指すべくFC LISEMを結成し、ソサイチ中国リーグに本格参戦すると初年度でリーグ優勝。5月上旬に行われたソサイチの全国大会“住友生命 Vitality” F7SL CHAMPIONS CUP 2023の出場権を獲得。予選グループの開幕戦で昨年王者のLAZO YOKOHAMAを撃破するなど活躍し、最終的に3位入賞。大会後チームから後述の森保陸をはじめ3人がソサイチ日本代表候補に選出された。
2024年8月末に所属していたLuaaZからの退所と、これまで主にサポート役で登場していた第2期WINNER'Sメンバーでもある森保の弟の森保陸（りく）が5人目のメンバーとして加入。

## エピソード
高校時代にポール・ポグバやジェシー・リンガードらを擁する マンチェスター・ユナイテッドのユースチームと対戦している。
けーご曰くグループ内でのリーダーは決まっていないとのこと。同級生でありフラットな関係性とも語っている。
初期はドッキリや大食いなどの動画も投稿していた。
名前の由来は「Life is short enjoy more (人生は短いから楽しもう)」の単語の頭文字を繋げたものである。